# Chuang Yi
Chuang Yi Publishing Pte Ltd. (піньїнь: Chuàngyì, що означає «мистецтво») — видавнича компанія, розташована у Сінгапурі, яка спеціалізується на видавництві місцевих і зарубіжних коміксів та пов'язаної з ними продукції англійською і китайською мовами. Chuang Yi розповсюджує всі або деякі із своїх продуктів у Сінгапурі, Малайзії Індії і Філіппінах. Розповсюдження в Австралії і Нової Зеландії відбувається завдяки Madman Entertainment і використанню австралійської англійської мови.

## Історія
Chuang Yi Publishing була заснована у 1990 році як розповсюджувач японських коміксів, надрукованих спрощеною китайською мовою. Успіх до компанії прийшов після публікації серій коміксів Dragon Ball та Slam Dunk і згодом почала імпортувати продукцію з Гонконгу, Тайваню і Південної Кореї.
У 1995 році Chuang Yi відкрила свій перший філіал у Куала-Лумпурі і запустила видавництво двох японських серій коміксів малайською мовою. У 1998 і 1999 роках Chuang Yi опублікувала свою першу адаптацію телетрагікомедії Legend of the Eight Immortals і Liang Po Po. На англомовний ринок компанія вийшла у 2000 році із запуском у виробництво серії Покемон і двох тайванських коміксів у місцевих газетах. У 2003 році Chuang Yi забезпечила собі ліцензійні права на розповсюдження своїх коміксів у Австралії, Нової Зеландії і Філіппінах, а у 2004 році розширила свою діяльність на ринку журналів, включаючи ліцензування кількох продуктів компанії Дісней. Chuang Yi розпочала продаж колекцій наклейок від італійської компанії Panini Comics і американської Topps у 2005—2006 роках, а у 2006 розпочала поширення коміксів у Індії. У 2007 році компанія забезпечила собі права на виробництво канцелярського приладдя під маркою продукції Покемон і Дісней та розпочала ексклюзивне розповсюдження продукції DC Comics і Marvel Comics у Сінгапурі і Малайзії.
Chuang Yi припинила свою діяльність наприкінці 2013 року і пішла на ліквідацію в наступні місяці. Shogakukan Asia придбала інтелектуальну власність компанії і виступає її правонаступником у цій якості.

## Манґа опубліковані Chuang Yi китайською мовою
- 20th Century Boys (20世纪少年)
- 21st Century Boys (21世纪少年)
- Absolute Boyfriend (绝对男友)
- Air Gear
- Blaue Rosen (搖滾下的藍色薔薇)
- Бліч (死神)
- Bloody Monday
- D.Gray-man
- Зошит смерті (死亡筆記簿)
- Детектив Конан (名侦探柯南)
- Dragon ball (七龙朱)
- Eyeshield 21
- Fairy Tail
- Fruits Basket (水果藍)
- Сталевий алхімік (钢之炼金术师)
- Flame of Recca (烈火之炎)
- GetBackers
- Hayate the Combat Butler (疾风守护者)
- Hikaru no Go (棋灵王)
- Katekyo Hitman Reborn (家庭教师HITMAN REBORN!)
- Kekkaishi (结界师)
- The Kindaichi Case Files (金田一少年之事件簿)
- Konjiki no Gash!! (魔童小子)
- Initial D (头文字D)
- Love Celeb (情迷贵公子)
- MÄR
- MÄR Omega
- Monster Soul
- Наруто (火影忍者)
- NANA
- Negima!: Magister Negi Magi (魔法老師)
- Ninkuu (忍空)
- Ninkuu SECOND STAGE
- One Piece
- Ouran High School Host Club (櫻蘭高校男公關部)
- Placebo
- Prince of Tennis (网球王子)
- PSYCHO BUSTERS (超能力少年)
- Saint Seiya EPISODE G (圣斗士星矢 EPISODE.G)
- Samurai Deeper Kyo (鬼眼狂刀 Kyo)
- Special A
- Король шаман (通灵童子)
- The Gentlemen's Alliance
- To Love-Ru (To Love恋爱大麻烦)
- Tsubasa: Reservoir Chronicle (TSUBASA翼)
- Vampire Knight  (吸血鬼士)
- M×0
- W-change
- xxxHolic (迷梦魔法屋 XXX HOLIC)
- Yankee-kun to Megane-chan (不良少年与四眼妹)

## Манґа опубліковані Chuang Yiанглійською мовою
- .hack//Legend of the Twilight
- Zettai Kareshi (Absolute Boyfriend)
- Tetsuwan Atom Акіри Хімекави (Astro Boy)
- Ballad of a Shinigami
- Battle B-Daman
- Бейблейд
- Ai wo Utau yori Ore ni Oborero (Blaue Rosen)
- Bakegyamon
- Because You Smile when I Sing
- Bio Booster Armor Guyver
- Bloody Monday
- Boys Esté
- Captive Hearts
- Chrono Crusade
- Crush Gear Turbo
- Digimon
- Дораемон
- Fairy Cube
- FIGHT! Crush Gear Turbo
- Yankee-kun to Megane-chan (Flunk Punk Rumble)
- Fruits Basket
- Сталевий алхімік (Fullmetal Alchemist)
- Full Metal Panic! Sigma
- Таємнича гра (включаючи Fushigi Yûgi Genbu Kaiden)
- Fushigiboshi no Futagohime
- Girls Bravo
- Гандам
  - Gundam Seed
- Hamtaro Handbook
- Хеллсінг (Hellsing)
- Hoshi wa Utau (Twinkle Stars)
- Imadoki!
- Kingdom Hearts
- Kingdom Hearts: Chain of Memories
- Kingdom Hearts II
- La Corda D'Oro
- Land of the Blindfolded
- Love Hina
- Maburaho
- MÄR
- Medabots
- Меланхолії Судзумії Харухі (The Melancholy of Haruhi Suzumiya)
- Metal Fight Beyblade
- Midori no Hibi
- Mirmo!
- Mon Colle Knights
- Monochrome Factor
- My-HiME
- The Wallflower (My Fair Lady)
- Negima! Magister Negi Magi
- Neon Genesis Evangelion
- Otomen
- Ouran High School Host Club
- Phantom Dream
- Покемон
  - Pokémon: The Electric Tale of Pikachu
  - Pokémon Adventures
  - Magical Pokémon Journey
  - Ash & Pikachu
  - Phantom Thief Pokémon 7
  - Pokémon Gold & Silver The Golden Boys
  - Pokémon Pocket Monsters
    - Pokémon Ruby-Sapphire

  - Pokémon Jirachi Wish Maker
  - Покемон: Доля Деоксіса
  - Pokémon: Lucario and the Mystery of Mew
  - Pokémon Ranger and the Temple of the Sea
  - Pokémon Battle Frontier
- Placebo
- RahXephon
- S · A: Special A
- Saiyuki: Перезавантаження
- Slam Dunk
- Solar Boy Django
- Speed Grapher
- Spriggan
- Chōshinri Genshō Nōryokusha Nanaki (SuperPsychic Nanaki)
- Tactics
- Tenchi Muyo!
- Sono Mukou-no Mukougawa (There, Beyond The Beyond)
- Toki o Kakeru Shōjo
- The Mythical Detective Loki
- The Mythical Detective Loki Ragnarok
- Tokyo Mew Mew
- Trinity Blood
- Триган
- Tsubasa: Reservoir Chronicle
- Tsubasa: Those with Wings
- Twin Princesses of the Wonder Planet
- Vagabond
- Vampire Knight
- Venus in Love
- Wild Adapter
- Wings of Desire
- World Embryo
- X/1999
- Young Guns
- Super Yo-Yo
- Konjiki no Gash!! (Zatch Bell)[4]
- Zig Zag
- Zoids

### Інші журнали коміксів, опубліковані Chuang Yi англійською мовою
- Disney Fairies
- Disney Princess
- Monster Allergy
- W.I.T.C.H
- Вінні-Пух і Друзі
- Winx Club (до випуску № 39, з випуску № 40 публікацією Winx займається MediaCorp)

## Манхва, опубліковані Chuang Yi англійською мовою
- Ragnarok: Into The Abyss